# Opisthacantha maxillosa
Opisthacantha maxillosa är en stekelart som först beskrevs av Jean Risbec 1950.  Opisthacantha maxillosa ingår i släktet Opisthacantha och familjen Scelionidae. Inga underarter finns listade i Catalogue of Life.